# Lymantria pendleburyi
Lymantria pendleburyi este o specie de molii din genul Lymantria, familia Lymantriidae, descrisă de Collenette 1932 Conform Catalogue of Life specia Lymantria pendleburyi nu are subspecii cunoscute.